# ナーベレジヌイェ・チェルヌイ
座標: 北緯55度41分 東経52度19分 / 北緯55.683度 東経52.317度

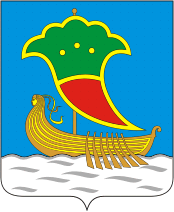
市の紋章

ナーベレジヌイェ・チェルヌイ（ナベレジヌイエ・チェルヌイ、ロシア語: На́бережные Челны́; Naberezhnye Chelny, タタール語: Яр Чаллы, Yar Çallı, ヤール・チャル）は、ロシアのタタールスタン共和国にある工業都市で、首都カザンに次ぐ第二の都市。人口は54万8434人（2021年）。
カザンからは東へ225キロメートル。ウラル山脈西麓を流れるヴォルガ川の大きな支流カマ川に面して左岸（南岸）に建つ。
ロシア語名ナーベレジヌイェ・チェルヌイは「河岸の船」、タタール語名ヤール・チャルは「チャルの岸」を意味し、チャル（Çallı）とはブルガール語で「石でできた」という意味となる。

## 歴史

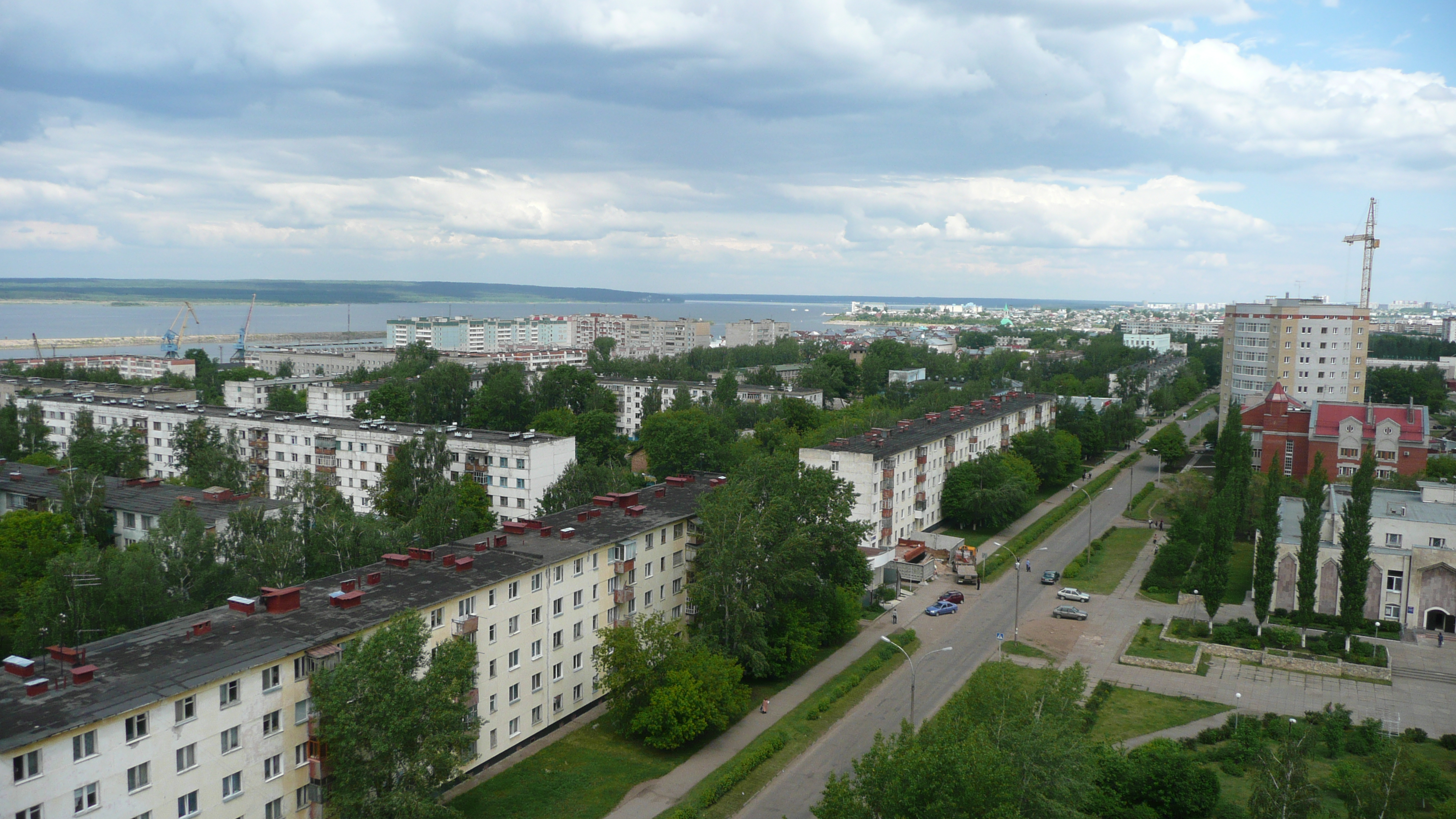
市街地風景

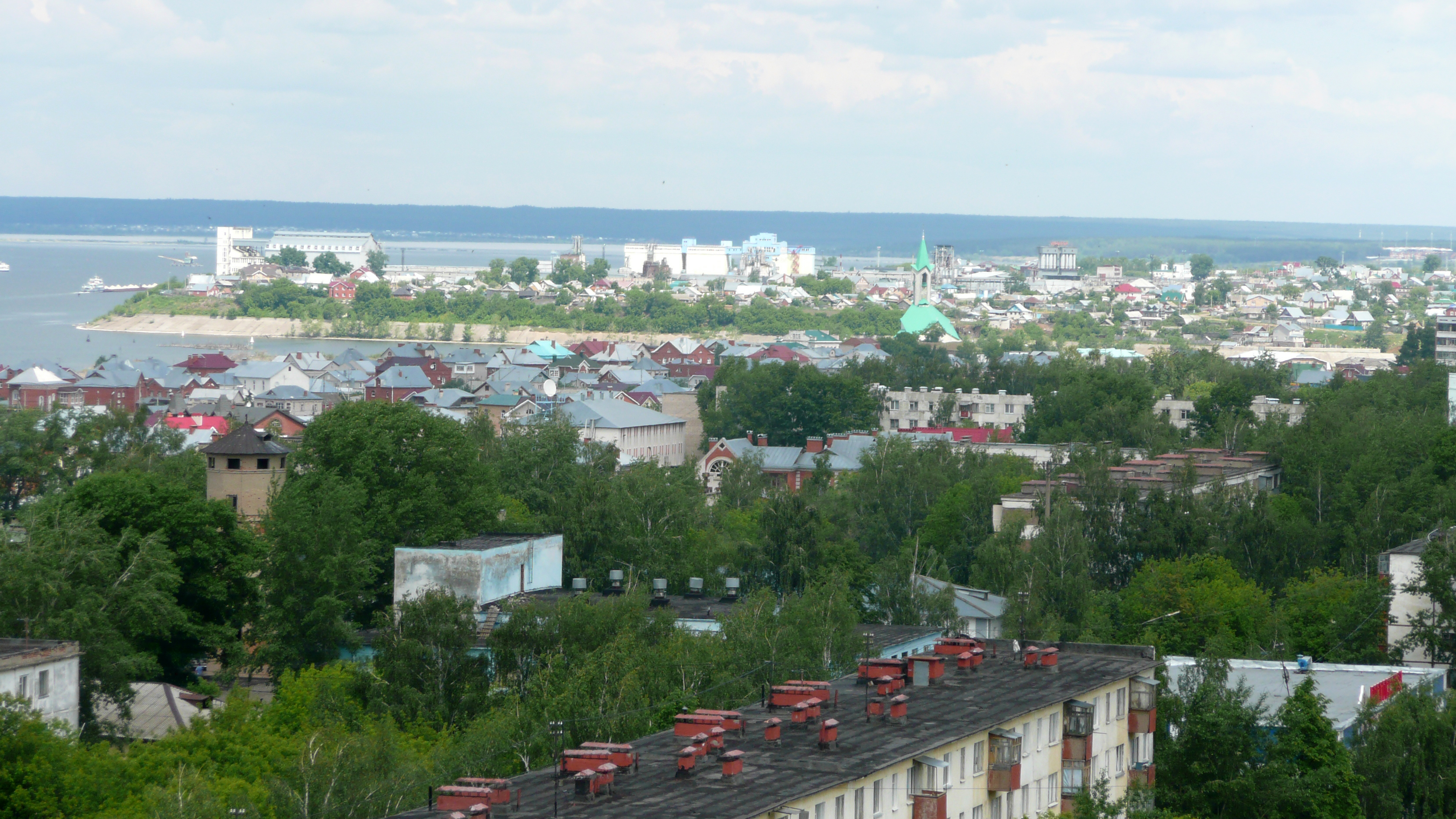
市街地風景

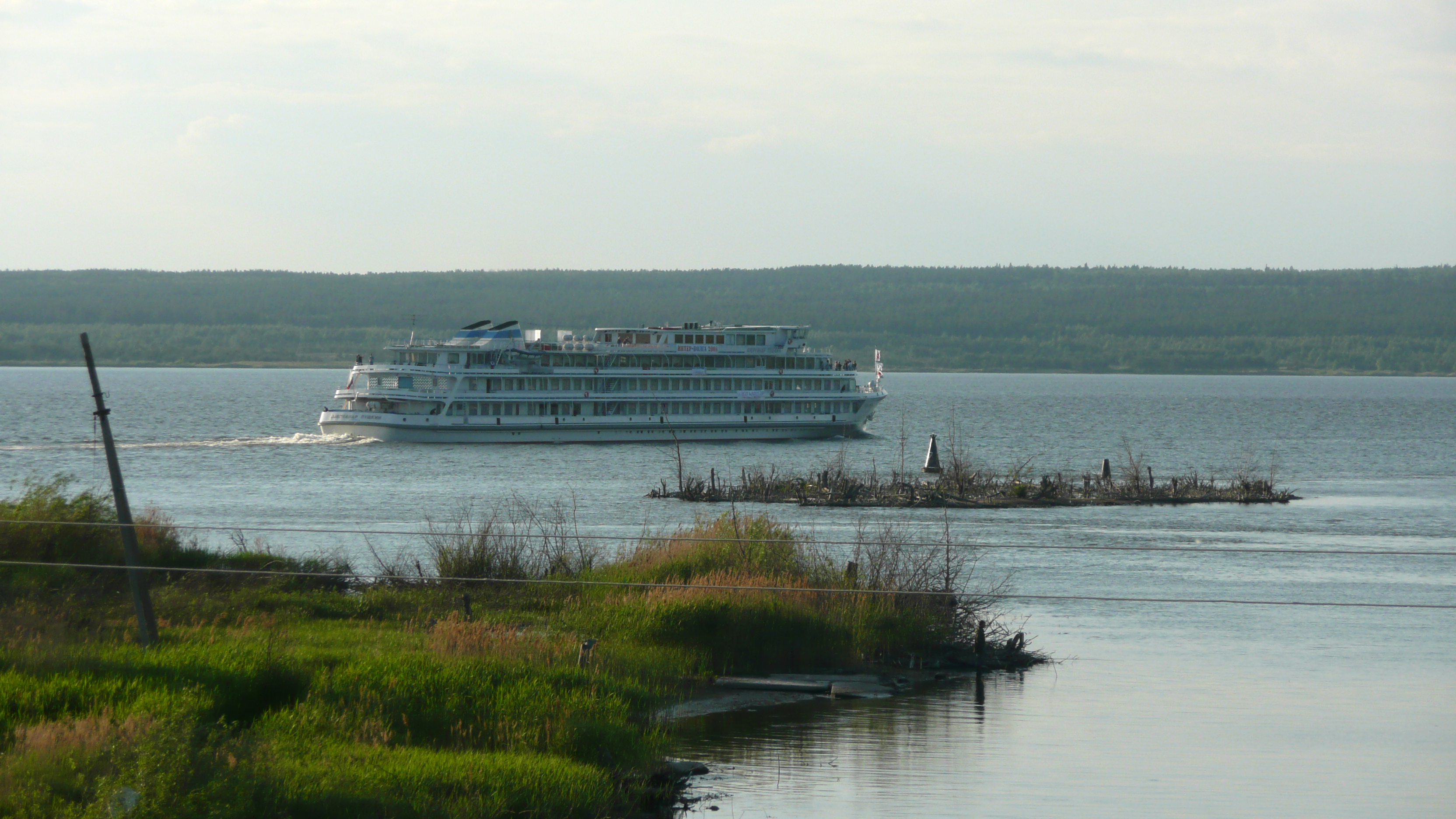
近郊のダム湖、ニジネカムスク・ダム

ヤール・チャルの町は1680年のタタール人の記録に登場しているが、1172年にヴォルガ・ブルガールの町として建設されたとされている。今日の考古学調査の結果では、ナーベレジヌイェ・チェルヌイからは14世紀以前の遺跡は見つかっておらず、ヴォルガ・ブルガール時代から町があったかどうかは実証できていない。
ロシア人の記録では1626年に、ヤール・チャルをロシア語風にしたナーベレジヌイェ・チェルヌイの名で初出している。19世紀までは川での漁業と交易を主とする村落にすぎなかった。1847年の人口は1,726人だったとされる。
20世紀初頭に工場が操業し始め、1930年には市の地位を得た。この時点での人口は9,300人だった。1970年代に至るまでさほど大きくなかったナーベレジヌイェ・チェルヌイの町は、1976年にトラック・ディーゼルエンジン・戦車などを生産する巨大工場・カマ自動車工場（KAMAZ）を中心とする世界最大級の自動車工業コンビナートが成立したことにより急成長を遂げた。1989年には人口は一気に50万人を突破している。
1982年には最高会議幹部会議長レオニード・ブレジネフにちなんでブレジネフ（Брежнев, Brezhnev）と改名したが、1988年には元の名に戻された。

## 経済・交通
ナーベレジヌイェ・チェルヌイの主産業は自動車製造とそれに付随する機械工業で、主な雇用主はトラック会社KAMAZや自動車会社ZMAである。広大なKAMAZの敷地にある建物のうちいくつかは産業団地となっており、中規模の企業や自動車部品工場などが集積している。
ナーベレジヌイェ・チェルヌイには、カマ川を堰き止めたニジネカムスク・ダムの水力発電所が立地し、市内の工場や家庭に電気を供給している。加えて二つの発電所、金属工場、建設工業や食品工業なども立地する。
ナーベレジヌイェ・チェルヌイはロシア連邦道路M7の沿線に位置し、カマ川の対岸にある北西の隣の都市イェラブガへ続いている。また北のカマ川北岸上流には化学工業の町メンデレーエフスクが、カマ川南岸を西の下流へ進むと石油化学コンビナートの町ニジネカムスクがある。河川港湾、国際空港(ベギシェヴォ空港)、鉄道駅などが市外と結び、市内交通には路面電車（ナーベレジヌイェ・チェルヌイ市電）が使われている。

## 文化・スポーツ
ナーベレジヌイェ・チェルヌイにはカザン大学分校やヴォルゴグラード・スポーツ大学分校、師範大学、スポーツ大学、技術大学などが立地する。
サッカークラブ、KAMAZナーベレジヌイェ・チェルヌイは1981年に成立したチームで、KAMAZをスポンサーとし、ロシア1部リーグでプレーしている。

## ギャラリー

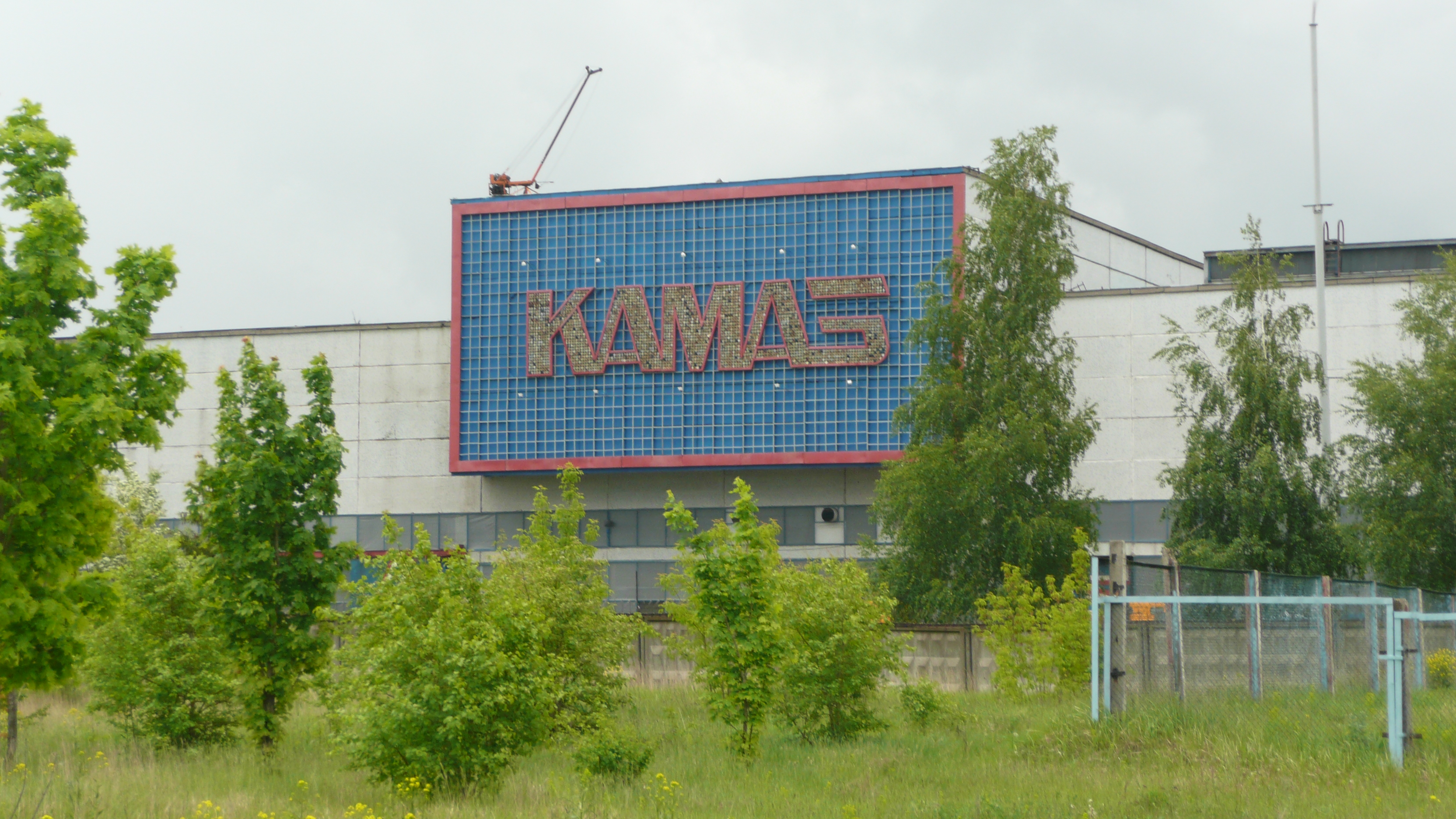
Kamazの工場
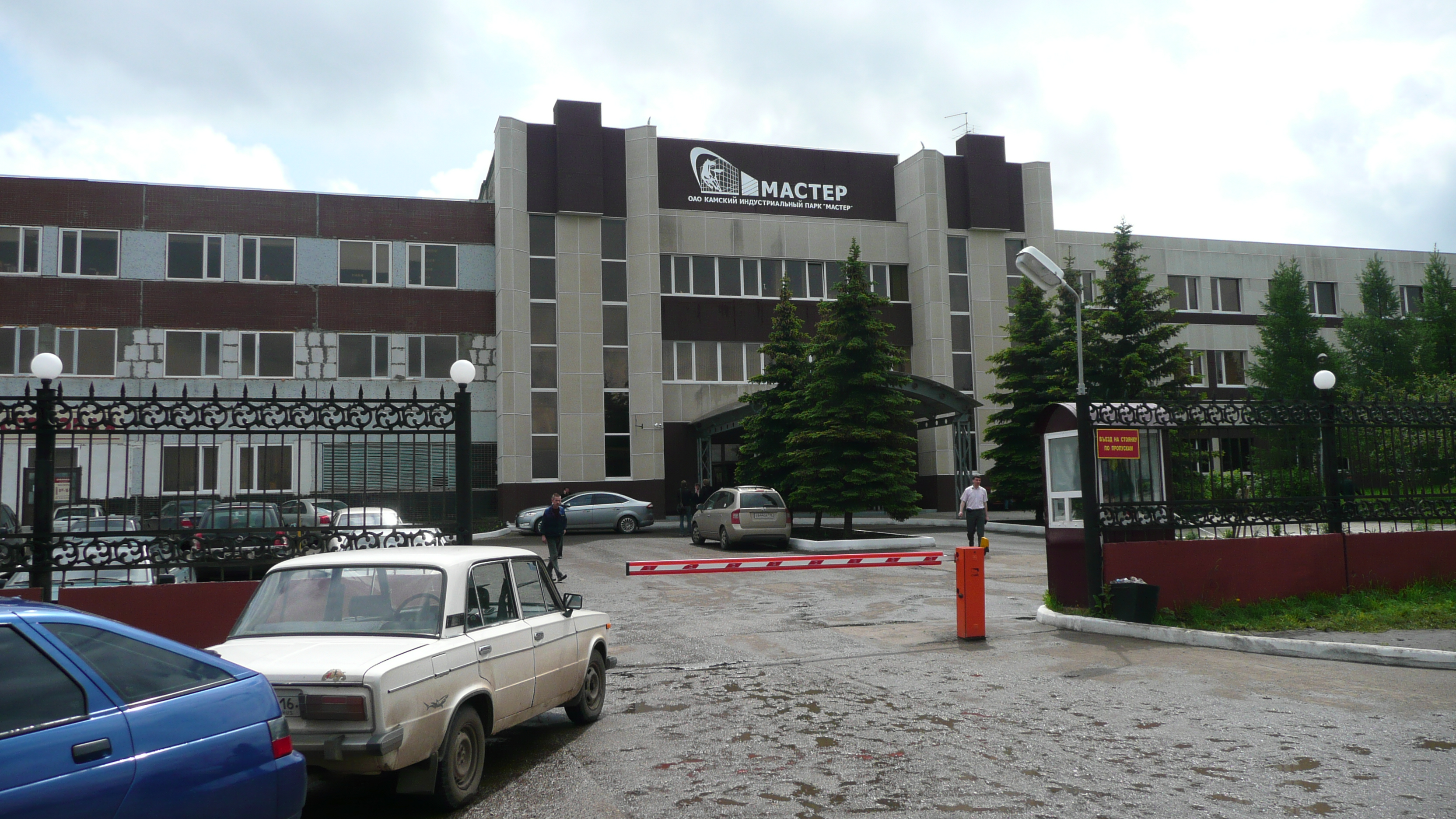
Kamaz Master　（産業団地）
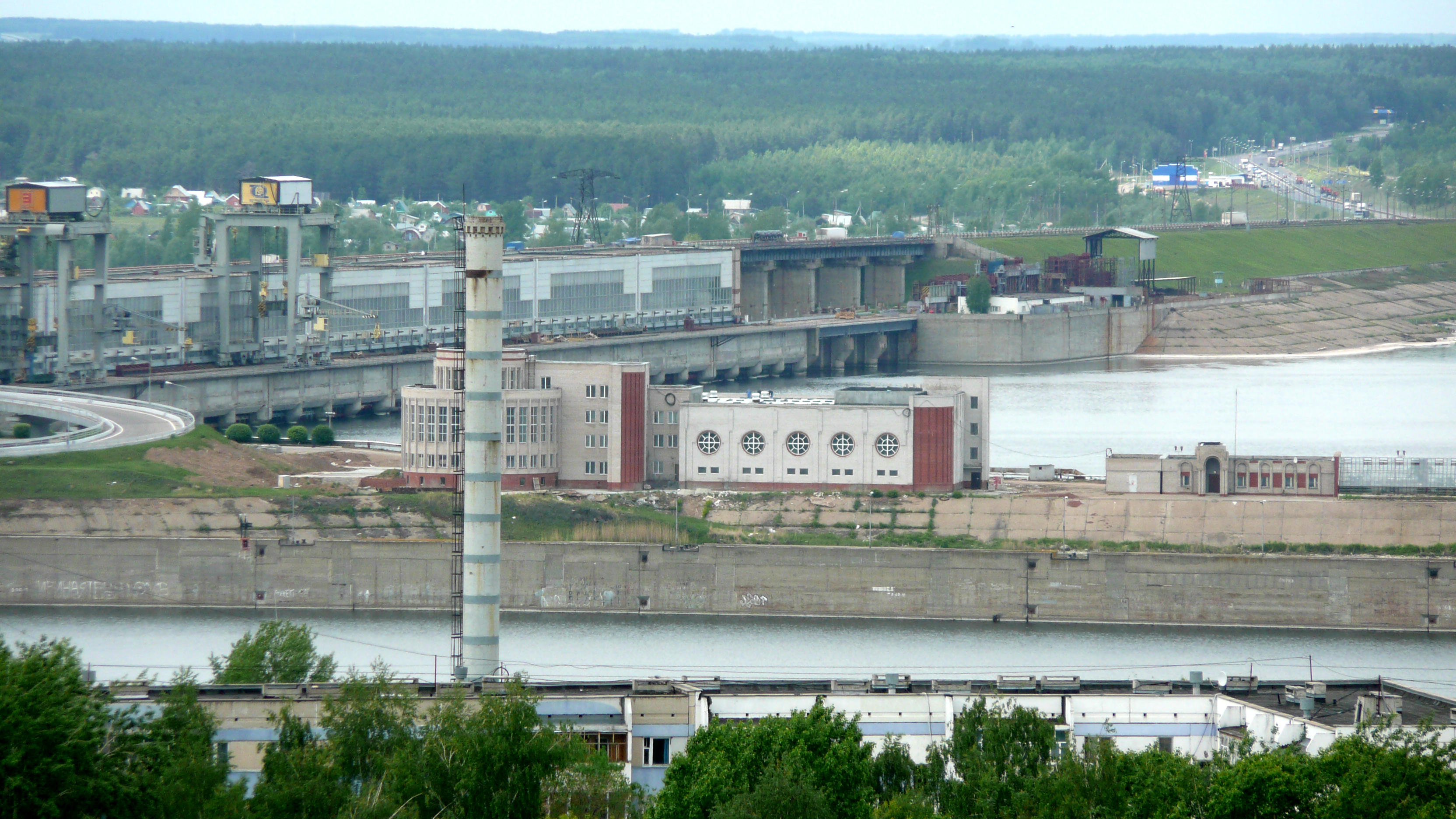
水力発電所
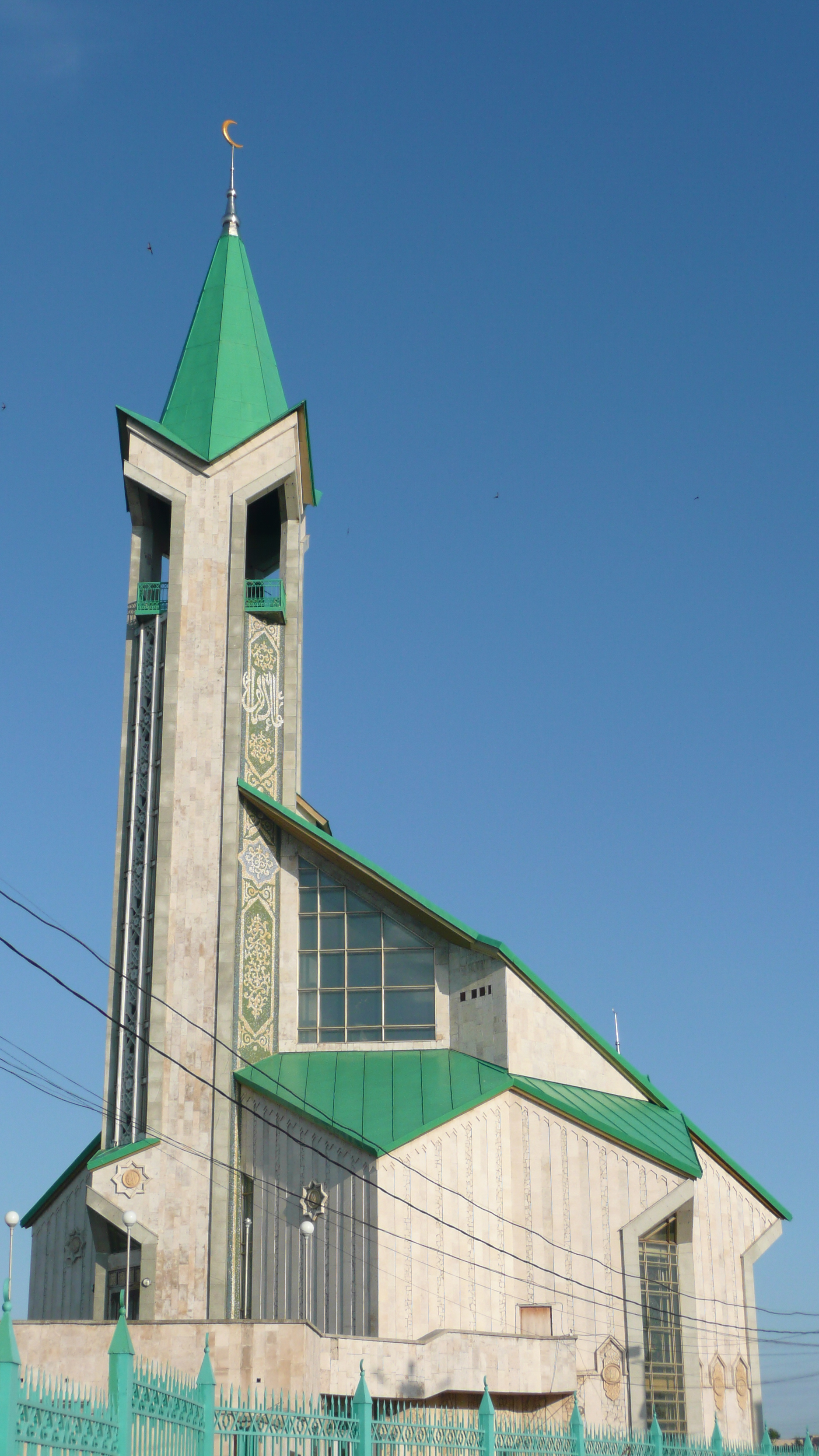
市内のモスク